# Hirsutipes excisa
Hirsutipes excisa là một loài bướm đêm trong họ Noctuidae.